# Lucia Crestani
Lucia Crestani (Verona, 21 febbraio 1886, o 21 gennaio 1886 – Ferrara, giugno 1972) è stata un soprano ed insegnante di canto italiana.
Secondo il Dizionario biografico degli italiani, a cavallo fra XIX e XX secolo contribuì a scrivere un "capitolo importante della storia dell'interpretazione operistica", assieme ad altri cantanti quali Elvira Mari, Tina Poli-Randaccio, Mafalda Favero ecc.

## Biografia
Nata a Verona nel 1886, studiò canto con Vittorio Gelgic.
Debuttò giovanissima al Teatro Carignano di Torino in Aida nel 1904, ruolo che rimase suo cavallo di battaglia e che portò sulle scene per ben 528 volte. L'anno successivo già cantava al Teatro alla Scala nella Loreley di Alfredo Catalani accanto a Giovanni Zenatello e Riccardo Stracciari. Nel 1907 inizia la sua breve esperienza internazionale debuttando al Teatro Coliseo in Buenos   Aires, nel 1910 canta al Teatro Kedivhiale del Cairo, nel 1911/12 debutta prima a Lisbona e poi a Madrid, nel 1913 prende parte alla tournée della Western Metropolitan Opera Company North America. A parte queste poche esperienza all'estero la carriera di Lucia Crestani si svolse prevalentemente in Italia. «Scrivendo all'amico Zandonai, Gabriele D'Annunzio l'aveva chiamata "la bocca divina"».
Si ritirò nel 1924 in seguito alla conclusione tumultuosa della sua relazione con un noto impresario teatrale (ma alcuni testimoni già avvertivano i segni di un primo declino vocale). Le sue ultime apparizioni in pubblico furono per il Requiem di Giuseppe Verdi nel 1924 al teatro Filarmonico di Verona e al Teatro Verdi di Vicenza. In seguito si dedicò all'insegnamento, prima a Verona e dal 1934 a Ferrara dove si trasferì per dedicarsi all'assistenza della madre e del fratello infermi. Tra i suoi allievi, il soprano Angela Lily Dan e il tenore Nino Martini.

## Discografia

### Gramophone Record
- 53066  - UN BALLO IN MASCHERA: Ma dall'arido stelo
- 53408 - LA FORZA DEL DESTINO: Pace mio dio
- 53409 - UN BALLO IN MASCHERA: Morrò ma prima in grazia
- 53410 - IL TROVATORE: Tacea la notte placida
- 53411 - IL TROVATORE: D'amor sull'ali rosee

### Zonophone record
- V*93181 - LA FORZA DEL DESTINO: Pace mio dio
- V*93186 - UN BALLO IN MASCHERA: Morrò ma prima in grazia